# Oldtimer Grand Prix (Salzburgring)
Der Oldtimer Grand Prix für historische Motorräder und Automobile war eine Motorsportveranstaltung am Salzburgring. Zwischen 1975 und 1987 fand er regelmäßig statt. In den Jahren 1994, 1996 und 1997 gab es noch weitere Veranstaltungen, aber mit geringerer Beteiligung als in der ersten Zeit.

## Entstehung
Bis zum ersten österreichischen Oldtimer Grand Prix 1975 ließen sich nur kurzzeitig Straßenzüge oder Straßenrundkurse für derartige Veranstaltungen sperren, ohne den Verkehr nachhaltig zu behindern. Erst durch die Eröffnung des Salzburgrings 1969 als permanente Rennstrecke vor den Toren der Stadt Salzburg wurden Rennen mit historischen Fahrzeugen möglich.
In den 1960er-Jahren entstanden Motorveteranen-Clubs, die das Interesse an alten Automobilen und Motorrädern förderten. Während es in England schon längere Zeit Veranstaltungen auf permanenten Rennstrecken gab, begannen nun auch in Deutschland auf dem Nürburgring (1973) und auf dem Hockenheimring historische Rennveranstaltungen.
In Salzburg fand in Zusammenarbeit des „MVCS Motorveteranen Club Salzburg“ unter der damaligen Leitung von Helmut Krackowizer und dem „Salzburger Automobil-, Motorrad- und Touring-Club“, kurz SAMTC, 1974 der „1. Wettbewerb um die Castrol-Austria-Trophäe in memoriam Rupert Karner“ am Salzburgring statt, zunächst nur für Motorräder. Erst ab 1976 gab es auch Läufe für Automobile.
Schon vorher hatte es eine Veteranen-Rallye im Land Salzburg gegeben: die „5. Int. Motorveteranen-Rallye um den blauen Donaupokal der MARTHA“ fand vom 18. bis 20. September 1970 statt. Die Strecke führte von Salzburg nach Glasenbach, wo die erste Zeitetappe begann, die über Hallein, Wiestal zum Fahrerlager am Salzburgring führte. Die nächste Zeitetappe führte von Fuschl am See nach St. Gilgen hinüber nach Mondsee, die nächste begann in Zell am Moos und ging über Straßwalchen, Neumarkt und Köstendorf nach Mattsee, wo eine „ländliche Jause im Braugasthof Sigl“ in Obertrum folgte. Die letzte Etappe schließlich begann in Obertrum und brachte die Teilnehmer über Elixhausen, Lengfelden, Bergheim und Plainbrücke zum Ziel in Salzburg-Itzling bei der ARAL-Tankstelle der „MARTHA“ in der Raiffeisenstraße. Diese Rallye fand nochmals 1975 statt.
Nach 1994 gab es 1996 und 1997 wieder den „Oldtimer Grand Prix“ am Salzburgring, allerdings organisiert vom ARBÖ Salzburg. Der Charakter der Veranstaltung war der Entwicklung der Zeit angepasst worden: Es gab Läufe der „European Challenge for Historic Touring Cars“, Grand-Tourisme-Meisterschaftsläufe und Motorradläufe. Letztere waren jedoch mit nur 48 Startern weniger stark besetzt als die Veranstaltungen in den 1970er- und 1980er-Jahren.

## Hintergrund

### Allgemein
In den Jahren 1975, 1976, 1978, 1979, 1981, 1983, 1985 und 1987 trafen sich zunächst nur für einen Sonntag im Mai – später für ein Wochenende Ende August oder Anfang September – Sammler sowie aktive und ehemalige Rennfahrer am Salzburgring. Es gab Bewerbe für Automobile und für Motorräder, jeweils in Jahrgangs- und Hubraumklassen unterteilt. Es waren Gleichmäßigkeitsbewerbe: Eine Zeit bzw. Geschwindigkeit, die nach einer Startrunde gemessen wurde, musste möglichst ohne Abweichungen weitere drei Runden gefahren werden. Somit kam ein Lauf auf fünf Runden, je Runde 4,2 km. Es wurden je Klasse zwei Läufe absolviert. Sieger war derjenige, der die kleinste Zeitabweichung hatte.
Bereits am Freitagnachmittag kamen die ersten Teilnehmer im Fahrerlager an. Samstag war der technischen Abnahme (Sicherheits- und Markenkontrolle) und dem Training gewidmet, der Sonntag den beiden Gleichmäßigkeitsläufen. An diesen Wochenenden kamen bis zu 10.000 Zuschauer an den Ring.
Die erste Veranstaltung am 5. Mai 1974 fand bei strömendem Regen statt. 1979, am Wochenende 8. und 9. September, feierte man gleich zwei Jubiläen: „50 Jahre Gaisbergrennen“ (das letzte fand 1968 statt) und „40 Jahre TT-Sieg Schorsch Meier“ sowie die 25-jährige Wiederkehr des Todestages des bisher einzigen österreichischen Motorrad-Solo-Weltmeisters Rupert Hollaus (11. September 1954).
In den 1990er-Jahren musste der „Oldtimer Grand Prix“ aufgrund von verschärften Lärmschutzbestimmungen des Bundeslandes Salzburg eingestellt werden. Überdies hatte die österreichische oberste Sportkommission OSK die letzte Veranstaltung 1994 kurz vor Beginn mit einem alten Passus aus der Sportgesetzgebung zu unterbinden versucht: Danach war bei Veteranenveranstaltungen nur eine maximale Durchschnittsgeschwindigkeit von 50 km/h erlaubt. 1981 waren jedoch bereits Spitzengeschwindigkeiten von 200 km/h erreicht und Durchschnittsgeschwindigkeiten von 137 km/h gefahren worden.
Helmut Krackowizer in einem Interview nach der Veranstaltung 1994 mit Andy Schwietzer: „…wir fuhren die Veranstaltung und schlossen am Ende halt alle Teilnehmer aus, um den Bestimmungen der OSK Genüge zu tun…“ – so endete der österreichische Oldtimer Grand Prix.

### Bekannte Teilnehmer

#### Automobile
- Juan Manuel Fangio: der fünfmalige Ex-Weltmeister aus Argentinien war 1979 im Mercedes-Benz-Grand-Prix-Rennwagen W 196 von 1955 der Star der Veranstaltung
- Niki Lauda, er lenkte einen legendären Mercedes-Benz „Silberpfeil“[3]

- Prof. Dr. Max Reisch im Steyr, mit dem er in den 1930er-Jahren rund um die Welt fuhr
- Bill Lomas, Großbritannien, 1955 und 1956 Weltmeister auf Moto Guzzi
- Luigi Taveri, dreifacher Weltmeister aus der Schweiz
- John Surtees, Großbritannien, der einzige Weltmeister auf Motorrad und im Automobil
- der Innsbrucker Otto Mathé mit seinem Porsche Urahn, dem Berlin-Rom-Wagen 1940, gebaut auf VW-Basis (1977)
- Hans Herrmann aus Deutschland in einem Mercedes-Benz 300 SLR (1977)
- 1981 – der Porsche-Werksfahrer Jürgen Barth
- 1981 – Bosch-Renndienstleiter Jüttner

#### Motorräder
- „Wiggerl“ Kraus und sein „Schmiermaxe“ Bernhard Huser – ehemalige BMW-Gespannfahrer, fünfmalige deutsche Meister
- Jock West (GB), BMW-Werksfahrer 1937–1939
- Franz Falk aus Graz
- Georg „Schorsch“ Meier aus Bayern
- Fritz Walcher, Sieger des ersten Nachkriegsrennen im Oktober 1946 in Salzburg-Nonntal
- die Salzburger Brüder Ferdinand und Edi Kranawetvogl, beide ehemalige Motorradrennfahrer
- Siegfried Cmyral, der von 1929 bis 1932 die sagenumwobene Kompressor-Puch pilotierte
- August „Gustl“ Hobl, DKW-Werksfahrer in den 1950er-Jahren, mehrmaliger deutscher Meister
- František Šťastný, Vizeweltmeister aus der Tschechoslowakei
- Hans Haldemann Norton-Gespannfahrer aus der Schweiz
- Walter Zeller aus Hammerau, Bayern, Deutschland, ehemaliger BMW-Werksfahrer und mehrmaliger deutscher Meister sowie einmal Vizeweltmeister
- Erwin Lechner, Österreich, siebenmaliger Motorradstaatsmeister
- 1979 dabei gewesen: Reinhard Hollaus, der Bruder des 1954 tödlich verunglückten einzigen österreichischen Motorrad-Weltmeisters Rupert Hollaus, fuhr jene Hollaus-NSU „Rennfox“ 125 cm³, mit der Rupert Weltmeister wurde
- Nello Pagani

#### Zuschauer
Prominente Zuschauer fanden sich ebenfalls ein, zum Beispiel Prof. Eberan von Eberhorst, angesehener österreichischer Ingenieur, der vor allem an der Entwicklung und am Bau von Grand-Prix-Rennwagen der Auto Union AG beteiligt war, Fürst zu Hohenlohe-Langenburg, die früheren BMW-Konstrukteure Schleicher und Klaus von Rücker, die beide international bekannten Motorradexperten Helmut Hütten und H. W. Bönsch.
Auch hinter den Kulissen waren bekannte Salzburger tätig, zum Beispiel Regierungsrat Friedrich Stengl, Leiter der Zeitnahme (sein Vater, Franz Stengl, war schon Rennleiter bei den Großglockner Automobil- und Motorradrennen 1935, 1938 und 1939, sowie bei den Gaisbergrennen bis 1932 gewesen, sein Sohn Manfred Stengl erfolgreicher Motorradrennfahrer und Rodelsportler).

### Fahrzeuge

#### Automobile
- 1981 war ein „Silberpfeil“ von Mercedes-Benz dabei, mit dem 1939 Herrmann Lang Europameister wurde. Dieser 3-Liter-Kompressorwagen mit knapp 500 PS brachte Niki Lauda wieder auf die Rennstrecke zurück.
- 1981 gab es als ältesten Wagen den Mercedes-Benz mit 1,5-Liter-Vierzylinder-Kompressormotor von 1924 zu sehen, der aus dem Deutschen Museum München stammte und als Siegerfahrzeug der Targa Florio 1924 berühmt geworden war.
- 1981 gehörte ein Talbot-Lago-Grand-Prix-Wagen von 1949, der „Delahaye-Sport“, gefahren von Fürst zu Hohenlohe-Langenburg, zu den „Edelsteinen“.
- 1981 pilotierte Helmut Schellenberg einen Bugatti 35 C, mit dem Fürst Lobkowitz beim Gaisbergrennen 1930 teilnahm und einen spektakulären Unfall verursachte.

Weitere Fahrzeuge u. a. bei den Automobilen:

ein Austro Daimler ADM (1924), DKW F1 Rennwagen (1930), Rolls-Royce 20/25 hp von 1934, Mercedes-Benz 300 SL von 1952, ein Stanguellini Formel Junior 1959 (Stanguellini ist in Modena, Italien, ansässig. Auch Niki Lauda fuhr einmal einen Rennwagen dieses Herstellers).

#### Motorräder
- Reinhard Hollaus fuhr die NSU Rennfox 125 cm³, mit der sein Bruder Rupert Weltmeister wurde.
- Ivan Rhodes (GB) brachte die einzige noch am existierende und fahrbereite 500-cm³-Werks-Velocette 1974 an den Start, mit der vor 1939 Stanley Woods (GB), der zehnmalige TT-Sieger, den Halbliter-Nortons mit Jimmie Guthrie, Freddie Frith und Harold Daniell das Siegen schwer machte.
- Hans Wilhelm Busch (BRD) brachte 1974 eine achtventilige V-2-Zylinder-Wanderer von 1925 nach Salzburg.
- 1981 sah man erstmals auch eine Werk-NSU-350-cm³ aus dem Jahr 1937 mit dem letzten Doppelnockenmotor von Walter Moore, dem englischen Konstrukteur der NSU-Königswellen-Renner bis 1938. Sie wurde von dem Badener Heinz Metzmeier restauriert und gefahren.
- 1981 kam der Bremer Günther Warnecke mit der von ihm aufgebauten und von seinem Sohn gefahrenen seltenen 500er Rudge-TT-Replica 350 cm³.
- 1987: Michael Krauser jun. brachte die Ex-Weltmeisterschafts-BMW-Beiwagenmaschine von Deubel/Hörner von 1961.
- 1987: Der schnelle Deutsche Erwin Bongards fuhr die vollverkleidete Moto Guzzi mit Doppelnockenwellen-Einzylindermotor von 1955.

Weiters waren eine Scott TT 500 von 1926, Puch 250 Sport von 1928, Megola 640 5-Zylinder von 1923, DKW 350 SS von 1939 und viele Rudge-Motorräder zu sehen. Der Markenreigen begann mit Ariel und A.J.S. und reichte über Brough Superior, BSA, Calthorpe, DKW, D-Rad, Douglas, DSH, Gillet Herstal, Humber, Harley-Davidson, Moto Guzzi, Megola, Norton, New Imperial, NSU, Puch, Raleigh, Rudge, Schüttoff, Standard, Velocette, und Wimmer bis Zenith (Aufzählung ist unvollständig).

### Sponsoren
Eine derartige Veranstaltung wäre auch damals nicht ohne die großzügige Unterstützung von Unternehmen möglich gewesen. So lief der Automobilteil unter dem Titel „Mercedes-Benz-Cup“, später umbenannt in „Mercedes-Benz-Trophäe Alfred Neubauer“, gesponsert von Mercedes-Benz Österreich, und der Motorradteil unter dem Titel „Castrol Austria Trophy“, gesponsert von Castrol Austria. Natürlich gab es noch eine Reihe weiterer Sponsoren wie z. B. den österreichischen BMW-Importeur Wolfgang Denzel.